# Zentrale Erfassung Homosexuellendiskriminierung

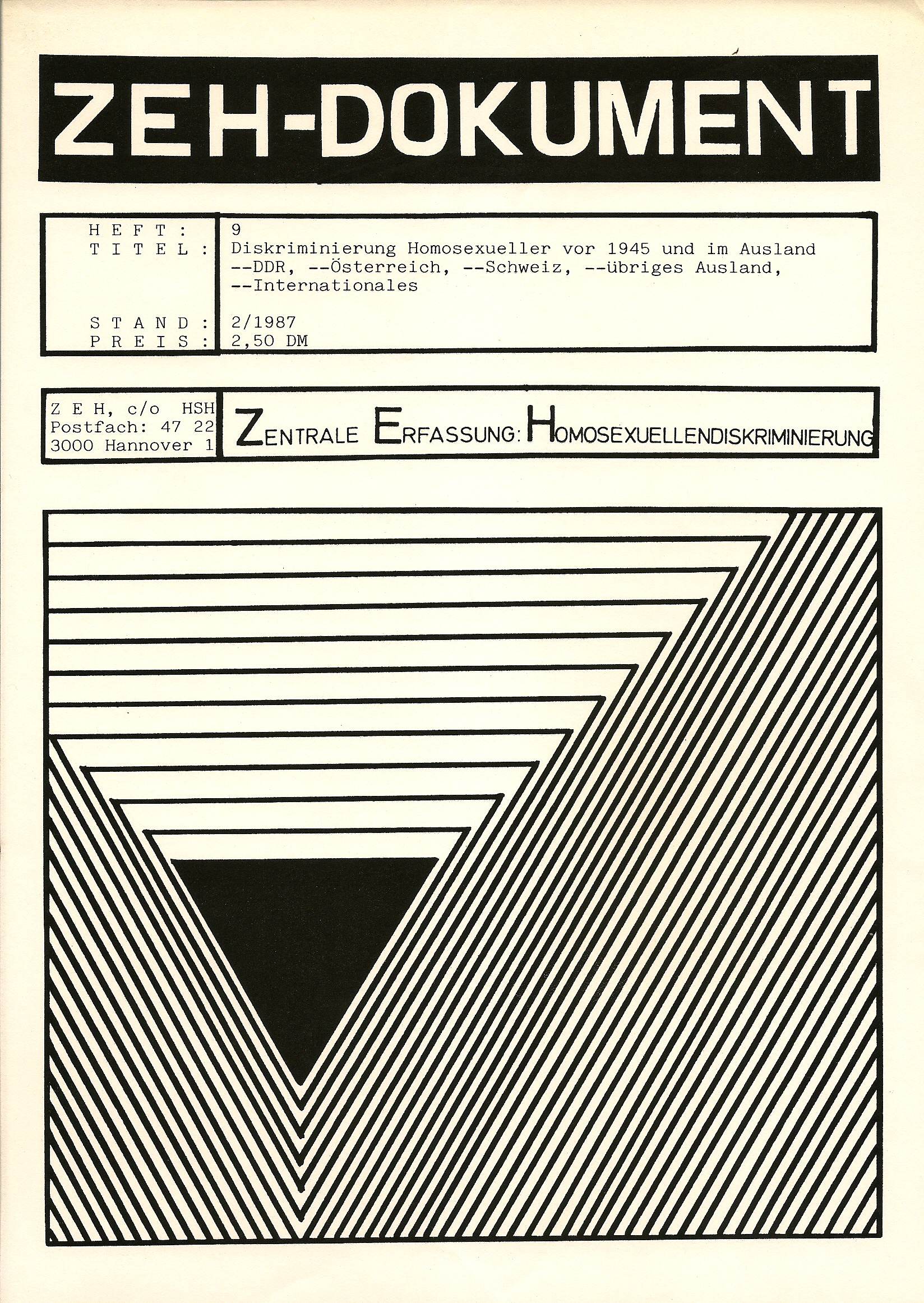
ZEH-Dokument, Heft 9 von 1987, Untertitel: Diskriminierung Homosexueller vor 1945 und im Ausland: DDR, Österreich, Schweiz, übriges Ausland. Internationales

Die Zentrale Erfassung Homosexuellendiskriminierung (ZEH) ist eine Anfang 1985 von Rainer Hoffschildt begonnene Sammlung von Diskriminierungsfällen in Deutschland, Österreich und der Schweiz zum Zwecke der Dokumentation und Veröffentlichung.
Eine Grundlage für die Sammlung bildete das Schwullesbische Archiv Hannover.

## ZEH-Dokument
Über die ZEH-Dokument-Hefte (Graue Literatur) wurden 1987 insgesamt 1.000 Diskriminierungsfälle sowohl zu Schwulen als auch zu Lesben veröffentlicht. Die einzelnen Hefte wurden in der Regel sortiert nach Region in den damaligen Postleitzahlen (PLZ), etwa
- Nr. 09: Diskriminierung Homosexueller vor 1945 und im Ausland: DDR, Österreich, Schweiz, übriges Ausland. Internationales
- Nr. 21: Berlin (PLZ 1)
- Nr. 22: Hamburg, Bremen und sonstige PZL 2
- Nr. 23: Hannover, Braunschweig, Göttingen, sonstige PLZ 3
- Nr. 24: Düsseldorf, sonstige PLZ 4
- Nr. 25: Köln, Bonn, sonstige PLZ 5
- Nr. 26: Frankfurt am Main, sonstige PLZ 6
- Nr. 27: Stuttgart, sonstige PLZ 7
- Nr. 28: München, Nürnberg, Würzburg, sonstige PLZ 8